# Final de la Copa de Campeones de Europa 1955-56
La final de la Copa de Campeones de Europa de 1956 fue la primera final de la competición de fútbol paneuropea, la Copa de Europa, ahora conocida como la Liga de Campeones de la UEFA. Fue disputada por el Real Madrid de España y Stade de Reims-Champagne de Francia. Se jugó en el Parc des Princes en París el 13 de junio de 1956 en frente de 38 000 personas.

## Antecedentes y resumen del partido
El Real Madrid llegó a la final al vencer al ahora siete veces campeón AC Milan por 5-4 en el global, mientras que el Stade de Reims batió al club escocés Hibernian 3-0 en el global. El partido terminó 4-3 ante para el Real Madrid, que, a partir de ese momento, llegó a conseguir un récord inigualable de cinco Copas de Europa consecutivas. El partido comenzó brillantemente para el Reims, ya que Leblond y Templin lograron adelantarse en el marcador 2-0 en menos de diez minutos, pero a la mitad del primer tiempo el Real Madrid ya había neutralizado el marcador, con goles de Di Stéfano y Rial. El Stade de Reims volvió a tomar la delantera a los 62 minutos a través de Hidalgo, pero Marquitos y Rial anotaron en los minutos 67 y 79, respectivamente, los goles definitivos para que el Real se hiciese con la primera Copa de Europa de clubes.

## Detalles el partido
| 13 de junio de 1956 | Real Madrid                                    | 4–3     | Stade de Reims                         | Parc des Princes, París                                               |                                                                       |
|                     | Di Stéfano 14' · Rial 30', 79' · Marquitos 67' | Reporte | Leblond 6' · Templin 10' · Hidalgo 62' | Asistencia: 38 239 espectadores Árbitro(s): Arthur Ellis (Inglaterra) | Asistencia: 38 239 espectadores Árbitro(s): Arthur Ellis (Inglaterra) |

|  |  |

|                                                                         |    |                    |  |
|                                                                         |    |                    |  |
| P                                                                       | 1  | Juan Alonso        |  |
| DF                                                                      | 2  | Ángel Atienza      |  |
| DF                                                                      | 5  | Marquitos          |  |
| DF                                                                      | 3  | Rafael Lesmes      |  |
| MC                                                                      | 4  | Miguel Muñoz (c)   |  |
| MC                                                                      | 6  | José María Zárraga |  |
| DL                                                                      | 7  | Joseíto            |  |
| DL                                                                      | 8  | Ramón Marsal Ribó  |  |
| DL                                                                      | 9  | Alfredo Di Stéfano |  |
| DL                                                                      | 10 | Héctor Rial        |  |
| DL                                                                      | 11 | Francisco Gento    |  |
| Entrenador:                                                             |    |                    |  |
| José Villalonga Llorente Árbitros asistentes: J. Parkinson Tommy Cooper |    |                    |  |

| P              | 1  | René Jacquet       |
| DF             | 2  | Simon Zimny        |
| DF             | 5  | Robert Jonquet (c) |
| DF             | 3  | Raoul Giraudo      |
| MC             | 4  | Michel Leblond     |
| MC             | 6  | Robert Siatka      |
| DL             | 7  | Michel Hidalgo     |
| DL             | 8  | Léon Glowacki      |
| DL             | 9  | Raymond Kopa       |
| DL             | 10 | René Bliard        |
| DL             | 11 | Jean Templin       |
| Entrenador:    |    |                    |
| Albert Batteux |    |                    |